# Hr.Ms. Gelderland (1898)
L'Hr. Ms. Gelderland è stato un incrociatore della marina reale olandese appartenente alla classe Holland. Varato nel 1898, fece servizio prevalentemente oltremare nelle colonie. Nel 1900 fu inviato dalla regina Guglielmina nell'Africa Orientale Portoghese per portare Paul Kruger in Europa durante la seconda guerra boera. Allo scoppio della prima guerra mondiale era già obsoleto, venendo quindi usato per l'addestramento di artiglieria e poi come nave bersaglio.

## Incrociatore contraereoNiobe
Allo scoppio della seconda guerra mondiale venne catturato dai tedeschi e rinominato Niobe. Rientrato in servizio il 1º marzo 1941, venne utilizzato come nave addestramento e poi riarmato come incrociatore contraereo con 8 cannoni da 10.5 cm FlaK L/45 C/32, 4 mitragliere singole da 40 mm Bofors L/60 e 4 complessi quadrinati da 20 mm Vierlinge C/38. Unica tra le batterie galleggianti di preda olandese a mantenere il suo motore e a potersi spostare quindi autonomamente, si trovava nel porto di Kotka in Finlandia per contribuire alla difesa antiaerea della città, quando il 16 luglio 1944 fu affondata da una massiccia incursione sovietica di 132 aerei con 70 morti tra l'equipaggio, nonostante la sua resistenza abbattendo nell'occasione 9 velivoli avversari. Il relitto parzialmente emerso venne smantellato dopo il 1950.
A fine 1943 la Kriegsmarine aveva in servizio due unità con questo nome, dato che in Adriatico il vecchio SMS Niobe (dopo essere stato lo jugoslavo Dalmacja e l'italiano Cattaro) aveva ripreso il nome originale.